# Пјан ди Балбано (Пезаро и Урбино)
Пјан ди Балбано је насеље у Италији у округу Пезаро и Урбино, региону Марке.
Према процени из 2011. у насељу је живело 42 становника. Насеље се налази на надморској висини од 414 м.